# Orphen: Scion of Sorcery
Orphen: Scion of Sorcery (conocido en Japón como Sorcerous Stabber Orphen) es un videojuego de rol para la consola PlayStation 2. Fue desarrollado por Shade y publicado por Kadokawa Shoten en Japón. En América del Norte y Europa fue distribuido por Activision. El juego se basa en el manga y serie de televisión Orphen, creado por Yoshinobu Akita, con el mismo trío protagonista y algunos personajes que aparecieron en el manga, pero contando una historia totalmente nueva e independiente del mismo. Fue un título de lanzamiento para la consola PlayStation 2 en Norteamérica y Europa.

## Sistema de juego
La base jugable consiste en una mezcla entre resolución de puzles, plataformas y combates. Durante la exploración, el jugador controla mayormente a Orphen, aunque en ciertas secciones del juego puede controlar a otros personajes del grupo, y debe explorar el terreno buscando cofres, resolver puzles y saltando entre plataformas. Los cofres del tesoro se extienden a lo largo de las áreas y contienen objetos que puede usar fuera de los combates, o equipo para utilizar en estos. Aunque los enemigos a veces se pueden encontrar en todas las zonas, hay muchas secuencias de batalla que forman parte de la historia y son obligatorios. En las batallas, el jugador controla a un personaje a lo largo de toda el combate (por lo general a Orphen, aunque en ciertas secciones del juego puede jugar con un personaje diferente) y puede utilizar tres modos de ataque diferentes: armas cuerpo a cuerpo, hechizos y escudos elementales. El jugador también puede pulsar cuadrado para utilizar su escudo. Los personajes permanecen fijos durante la batalla, sólo se mueve hacia los enemigos de manera automática en caso de usar armas cuerpo a cuerpo. Aunque las batallas se configuran como batallas por turnos, tienen lugar en tiempo real, lo que significa que el jugador, aliados y enemigos pueden recibir ataques en cualquier momento. Si el personaje controlado muere durante la batalla, el juego termina y el jugador vuelve a la pantalla de título. Sin embargo, el jugador puede hacer una pausa en medio del combate y reiniciar la batalla, en caso de que esté a punto de morir. Debido a que sólo se puede guardar la partida en ciertos puntos en el juego en forma de puntos de control, esta estrategia se puede utilizar para evitar tener que volver a cargar la partida.

## Historia
Engañado por Volcán en su visita a la ciudad mercantil de Arvanrama con la promesa de conseguir "dinero fácil", Orphen y sus amigos rápidamente se encuentran en problemas cuando los monstruos atacan el barco en el que viajaban. De alguna manera, todos consiguen sobrevivir al ataque, cuyo barco se hunde, y terminan aislados en la isla Chaos, junto con otros tres viajeros: Sephy, Zeus y Mar. El jugador debe escoger a quien de estros tres personajes quiere ayudar. Al terminar el juego, se da la opción de ir atrás en el tiempo y reanudar la historia para ayudar a una persona diferente. Después de ayudar a los tres compañeros de viaje, la batalla final aparecerá, en el que se descubre que todo cuanto ha sucedido ha sido una simulación creada por una máquina en el centro de la isla conocida como Gaia, y los compañeros de viaje habían sido todos seleccionados por Gaia como sus propios actores en sus historias. Después de derrotar a Gaia, los tres viajeros se liberan y todo el mundo puede volver a casa.

## Reparto
| Personaje  | Actor de voz (Japón) | Actor de voz (Estados Unidos) |
| ---------- | -------------------- | ----------------------------- |
| Orphen     | Shotaro Morikubo     | Quinton Flynn                 |
| Cleo (*)   | Mayumi Iizuka        | Jennifer Hale                 |
| Magnus (*) | Omi Minami           | Justin Jon Ross               |
| Volcán     | Kazue Ikura          | Chris Cox                     |
| Dortin     | Hekiru Shiina        | Debi Derryberry               |
| Rani       | Yui Horie            | Lara Cody                     |
| Sephy      | Rei Sakuma           | B.J.Ward                      |
| Zeus       | Yousuke Akimoto      | Earl Boen                     |
| Mar        | Mie Sonozaki         | Tara Strong                   |
| Quaris     | Keiko Han            | Jennifer Hale                 |
| Rufus      | Hidenari Ugaki       | Paul Eiding                   |

(*) Los personajes de Cleao y Majic fueron renombrados como Cleo y Magnus en este videojuego.

## Recepción
Orphen: Scion of Sorcery recibió críticas medias, con una puntuación de 54/100 en Metacritic. La web GamePro le dio un 80%, y destacó: "Tiene una historia convincente, personajes interesantes y una buena dosis de diversión". IGN anotó un 45%, con una opinión más negativa: "La diversión de la épica batalla de vez en cuando se ve mermada por la cantidad de escenas habladas que aparecen a cada poco tiempo, y que no se pueden saltar".